# La Dalat
La Dalat là tên một loại xe hơi giá rẻ do hãng chế tạo xe hơi của Pháp Citroën thông qua công ty con là Công ty xe hơi Sài Gòn sản xuất trong giai đoạn 1970–1975. Loại xe này được hãng Citroën chế tạo năm 1969 và bán ra thị trường vào năm 1970. Tỷ lệ các bộ phận nội địa hóa của La Dalat đạt 25%, đến năm 1975 đạt 40%, cũng là năm hãng Citroën đóng cửa nhà máy tại Việt Nam và chấm dứt sản xuất dòng xe này
Với mục đích thiết kế nhắm tới những khách hàng bình dân tại các nước có nền kinh tế khó khăn, LaDalat có nhiều bộ phận được chế tạo thủ công, kiểu dáng xe thô kệch và kém về tính thẩm mỹ, bù lại xe có giá thành rẻ, ít tốn xăng, dễ sửa chữa và thay thế phụ tùng.
La Dalat do hãng Citroën của Pháp thiết kế và nắm bản quyền. Công ty con của Citroen là Citroen Việt Nam (khi đó tên là Công ty xe hơi Sài Gòn) lắp ráp xe tại nhà xưởng ở Sài Gòn với tỷ lệ nội địa hóa đạt 25-40%. Các bộ phận chính yếu như máy móc, khung sườn được nhập khẩu từ Pháp, còn các bộ phận phụ như vỏ thân xe, phụ kiện... sản xuất tại Việt Nam.

## Lịch sử
Năm 1936, hãng Citroën xây dựng xưởng sản xuất đầu tiên ở Đông Dương ở góc đường Lê Lợi – Nguyễn Huệ, hiện nay là Caféteria Rex. Thời Việt Nam Cộng hòa, xưởng đổi địa điểm và thay tên là Công ty Xe hơi Citroën, sau đó là Công ty Xe hơi Saigon.
Năm 1948, Hãng Citroën cho ra thị trường chiếc xe 2CV để đáp ứng nhu cầu đi lại của dân Pháp sau Chiến tranh thế giới thứ hai. Các dòng xe tiếp theo như Citroën Dyane 6 và Méhari ra đời vào cuối thập niên 1950 và đầu những năm 60. Ở Việt Nam, xe Citroën La Dalat dựa trên kiểu Citroën Méhari được sản xuất.
Vào cuối những năm 1960, do sức ép cạnh tranh từ các hãng xe nổi tiếng, hãng Citroën cho ra loại xe La Dalat, có giá thành rẻ và hữu dụng. Đến cuối năm 1969, do Mỹ ngừng thuê lao động người Việt và giảm viện trợ nên kinh tế Việt Nam Cộng Hòa bị suy thoái, lạm phát trở nên nghiêm trọng, khiến chính phủ Việt Nam Cộng hòa phải ban lệnh cấm nhập khẩu xe hơi từ nước ngoài.. Việc này đã tạo điều kiện cho La Dalat ra đời do tránh được áp lực cạnh tranh từ xe hơi nhập khẩu.

## Thiết kế
Chiếc La Dalat ra đời dựa trên mẫu mã của chiếc Méhari và chiếc Baby Brousse rất thành công ở các thuộc địa cũ. La Dalat có 4 kiểu dáng khác nhau với những bộ phận chính như động cơ, hệ thống truyền động, tay lái, bộ nhún, bộ thắng... nhập khẩu từ Pháp. Các bộ phận đơn giản, hàm lượng kỹ thuật thấp như như đèn, kèn báo hiệu, ghế nệm, dàn đồng đóng bằng tôn, mui xe bằng lá thép uốn hoặc vải... thì được sản xuất tại Sài Gòn (nhằm tận dụng chi phí nguyên liệu thấp và nhân công rẻ).
Loại Citroen 2CV (tiền thân của La Dalat) là mẫu xe tưởng như không thể đơn giản hơn: không có cửa kính cuộn ở 2 bên, nóc xe dùng vải bạt (do vậy nên nó có biệt danh là "xe con cóc"). Vậy mà xe La Dalat còn là phiên bản được đơn giản hóa hơn nữa: khung vỏ không cần máy ép thép công nghiệp để chế tạo mà chỉ dùng vật liệu và cách gia công giống như thùng tôn, ngay cả những xưởng cơ khí thủ công với thợ trình độ trung bình cũng có thể làm được. Trọng lượng của xe do vậy khá nhẹ, khoảng 570 kg nên đỡ hao xăng. Bù lại là khung xe rất mỏng manh, độ bền không hơn vỏ thùng tôn, nên chỉ cần va chạm nhỏ cũng đủ để lớp vỏ xe bị bẹp hoặc cong vênh. Nếu xe va chạm mạnh thì với bộ khung mỏng manh đó, người lái rất dễ gặp nguy hiểm đến tính mạng.
Hãng xe Citroën nhắm vào khách hàng bình dân ở các nước có nền kinh tế khó khăn nên La Dalat có những đặc tính như: ít tốn xăng, dễ sửa chữa, dễ thay thế phụ tùng và đặc biệt là các bộ phận như cánh cửa, cửa kính... đều có thể "tự chế" từ những xưởng cơ khí thủ công rẻ tiền. Bù lại, do chế tạo thủ công (để có giá rẻ) nên hình dáng xe rất thô kệch, kém thẩm mỹ, khung xe có độ an toàn thấp. Nếu ở các nước phát triển thì La Dalat thực sự không có cơ hội cạnh tranh được với các loại xe khác (thậm chí nó còn không đủ tiêu chuẩn an toàn để được phép sản xuất), nhưng đối với khách bình dân các nước có nền kinh tế khó khăn thì vấn đề thẩm mỹ và tiêu chuẩn an toàn không phải là điều quan trọng.
La DaLat dùng động cơ 4 thì, 602 phân khối, 31 mã lực, 2 xi-lanh đối ở 2 đầu nằm dẹp (flat twin), hộp 4 số tay, truyền động trục bánh trước. Xe có kích thước 3 chiều là 4.003 (3500 ) mm x 1.530 mm x 1.540 mm. Tọng lượng xe đầu tiên là khoảng từ 480 đến 590 kg (tùy theo kiểu), kiểu xe thùng nặng 770 kg.
Ước tính từ năm 1970 cho đến 1975, hãng xe Citroën đã sản xuất hơn 5.000 chiếc La Dalat, tức là khoảng 1.000 chiếc mỗi năm. Dù số lượng sản xuất khá nhỏ (năm 1970, riêng Nhật Bản đã sản xuất 4,1 triệu ôtô các loại), nhưng Citroën vẫn thấy La Dalat là một thiết kế phù hợp với thị trường những nước có nền kinh tế khó khăn.
Tỷ lệ các bộ phận nội địa hóa của La Dalat đạt 25%, đến năm 1975, tỉ lệ này nâng lên 40%, cũng là năm hãng Citroën đóng cửa nhà máy tại Việt Nam.